# Edith Hume
Pour les articles homonymes, voir Hume.
Edith Hume (1843-1906) est une artiste peintre et illustratrice britannique, née à Truro en Cornouailles (Royaume-Uni).

## Biographie
Artiste de genre, elle a habité à Park Place (quartier Saint-James), à Londres. Elle peint principalement des scènes de pêche ou côtières. Elle expose de nombreuses peintures à la Royal Academy de 1874 à 1892.
Elle a plus particulièrement exercé son activité artistique aux Pays-Bas durant les années 1878-1906, créant des scènes de plage de pêcheurs néerlandais à Katwijk et Schéveningue en tant que disciple de l'École de La Haye.

## Famille
Née Edith Dunn, elle est la fille d'un marchand de thé de la ville de Truro, elle a épousé le peintre Thomas Oliver Hume.
Sa sœur est professeur de musique et son frère Henry Treffry Dunn (en) est l'assistant du peintre préraphaélite Dante Gabriel Rossetti,.

## Œuvres

Quelques œuvres d'Édith Hume
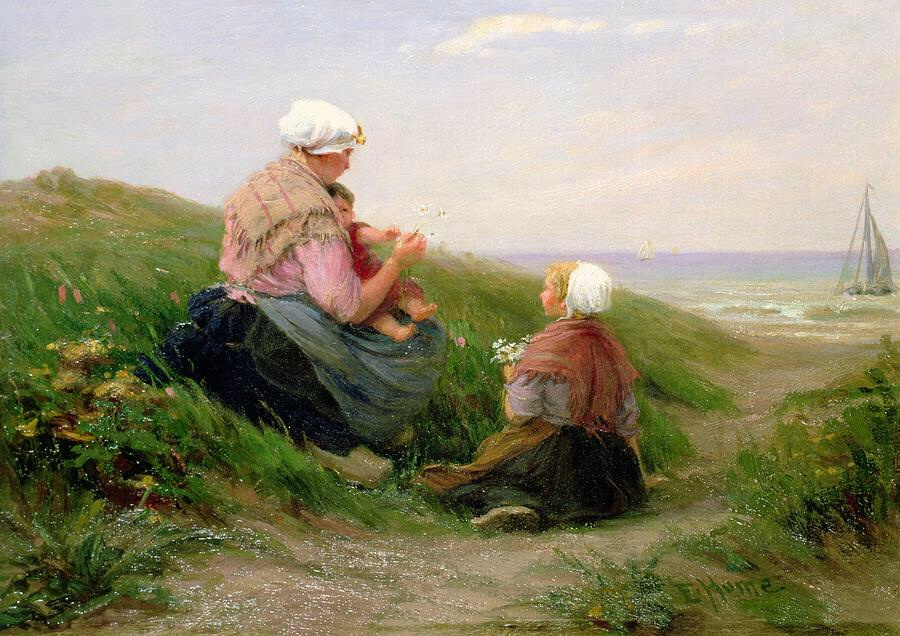
Une mère et ses jeunes enfants (vers 1890).
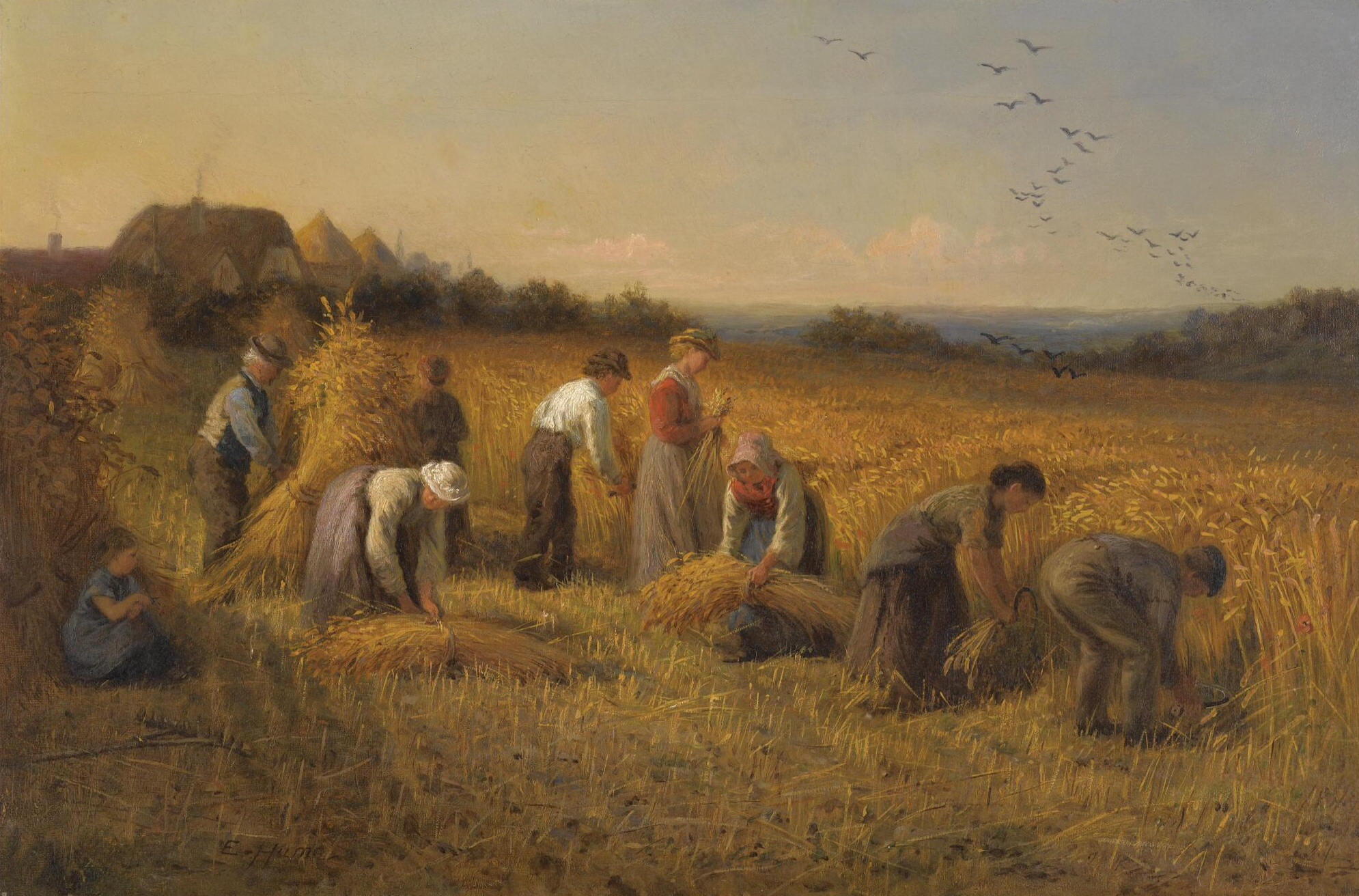
Moissonneurs (vers 1890).
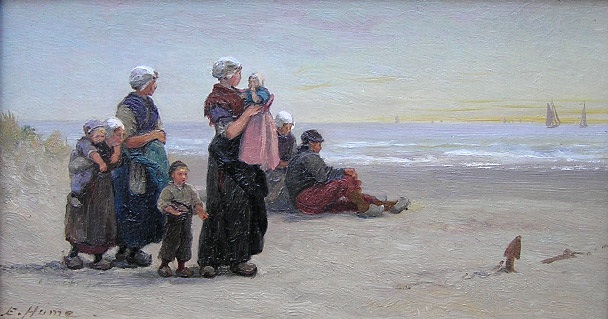
Pêcheurs sur la plage (vers 1890).
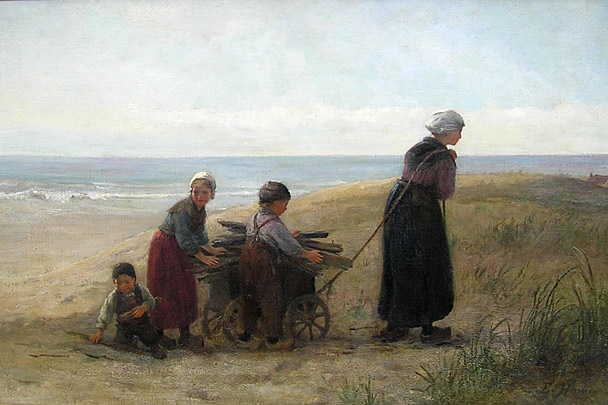
Enfants récoltant du bois flotté (vers 1890).